# Heró (escriptor romà d'Orient)
Heró (Heron, Ἥρων) fou un escriptor romà d'Orient de data incerta, però anterior a l'emperador Constantí VII Porfirogènit (segle x), que va escriure una obra sobre agricultura, en 20 llibres; aquesta obra fou utilitzada per a la redacció de la Geopònica. Potser fou l'autor d'un llibre sobre mesures que es conservava a l'època de Smith a la Biblioteca Imperial de Viena.